# Aniek Nouwen
Aniek Nouwen, (Helmond, 1999. március 9. –) holland női válogatott labdarúgó, az angol bajnokságban érdekelt Chelsea védője.

## Pályafutása

### Klubcsapatokban
17 évesen került a PSV Eindhoven csapatához. Klubjával kétszer jutott a holland kupa döntőjébe, azonban az Ajax mindkét alkalommal jobbnak bizonyult náluk.
2021. május 12-én hároméves szerződést kötött az angol Chelsea gárdájával, akikkel egy bajnoki címet és egy kupagyőzelmet szerzett.

### A válogatottban
A holland korosztályos válogatottakkal Európa- és világbajnokságokon szerepelt, a felnőttek között pedig 2019 márciusában öltözhetett első ízben az Oranje mezébe. Részt vett a 2020-as tokiói olimpián, a negyeddöntőben azonban büntetőt hibázott az Egyesült Államok ellen, így idejekorán búcsúztak a tornától.

## Sikerei, díjai

### Klubcsapatokban
Angol bajnok (1):
- Chelsea (1): 2021–2

 Angol kupagyőztes (1):
- Chelsea (1): 2022

### A válogatottban
Hollandia
- Tournoi de France ezüstérmes (1): 2020

## Statisztikái

### A válogatottban
2022. június 28-al bezárólag
| Válogatott | Szezon   | Mérk. | Gól |
| ---------- | -------- | ----- | --- |
| Hollandia  |          |       |     |
| 2019       | 5        | 0     |     |
| 2020       | 5        | 1     |     |
| 2021       | 14       | 0     |     |
| 2022       | 6        | 1     |     |
| Összesen   | Összesen | 30    | 2   |

| Hollandia színeiben szerzett góljai | Hollandia színeiben szerzett góljai | Hollandia színeiben szerzett góljai | Hollandia színeiben szerzett góljai | Hollandia színeiben szerzett góljai | Hollandia színeiben szerzett góljai | Hollandia színeiben szerzett góljai | Hollandia színeiben szerzett góljai |
| ----------------------------------- | ----------------------------------- | ----------------------------------- | ----------------------------------- | ----------------------------------- | ----------------------------------- | ----------------------------------- | ----------------------------------- |
|                                     |                                     |                                     |                                     |                                     |                                     |                                     |                                     |
| Gól                                 | Dátum                               | Helyszín                            | Ellenfél                            | Találat                             | Eredmény                            | Esemény                             | Forrás                              |
| 1                                   | 2020. október 23.                   | Euroborg, Groningen                 | Észtország                          | 6–0                                 | 7–0                                 | 2022-es Eb-selejtező                | [ 3 ]                               |
| 2                                   | 2022. június 28.                    | De Grolsch Veste, Enschede          | Fehéroroszország                    | 2–0                                 | 3–0                                 | 2023-as vb-selejtező                | [ 4 ]                               |